# Milton (Maine)
Milton es un territorio no organizado ubicado en el condado de Oxford en el estado estadounidense de Maine. En el Censo de 2010 tenía una población de 143 habitantes y una densidad poblacional de 3,7 personas por km².

## Geografía
Milton se encuentra ubicado en las coordenadas 44°27′31″N 70°36′3″O / 44.45861, -70.60083. Según la Oficina del Censo de los Estados Unidos, Milton tiene una superficie total de 38.6 km², de la cual 38.6 km² corresponden a tierra firme y (0%) 0 km² es agua.

## Demografía
Según el censo de 2010, había 143 personas residiendo en Milton. La densidad de población era de 3,7 hab./km². De los 143 habitantes, Milton estaba compuesto por el 97.2% blancos, el 0% eran afroamericanos, el 0% eran amerindios, el 0.7% eran asiáticos, el 0% eran isleños del Pacífico, el 0% eran de otras razas y el 2.1% pertenecían a dos o más razas. Del total de la población el 0% eran hispanos o latinos de cualquier raza.